# Sonate d'église no 13 de Mozart

La Sonate d'église no 13 en sol majeur, K. 274/271d est une sonate d'église en un seul mouvement composée par Wolfgang Amadeus Mozart en 1777 à Salzbourg. Elle était destinée à être utilisée par le Prince-archevêque de Salzbourg, Hieronymus von Colloredo au service de qui travaillait Mozart depuis 1772.

## Caractéristiques
L'œuvre est écrite en sol majeur. La mesure est marquée , et le tempo indiqué est Allegro. L'œuvre comporte 82 mesures et est divisée en deux parties, chacune d'elles répétée deux fois. Dans la première (mesures 1-32), la tonalité évolue jusqu'à la tonalité de ré majeur (dominante). Dans la seconde partie (mesures 33-82), le morceau revient à la tonalité principale.
Comme les autres sonates d'église de Mozart, elle est écrite pour deux violons, un orgue obbligato, et des basses (violoncelle, contrebasse et basson Ad libitum).